# Bang Yai (huyện)
Bang Yai (tiếng Thái: บางใหญ่) là một huyện (amphoe) ở phía tây của tỉnh Nonthaburi, miền trung Thái Lan.

## Lịch sử
Đơn vị hành chính này được lập năm 1917 làm tiểu huyện (King Amphoe) thông qua việc chia tách từ huyện Bang Kruai and Bang Bua Thong. Năm 1921, đơn vị này được nâng lên thành huyện. Ban đầu có tên là Bang Mae Nang, ngày 19 tháng 10 năm 1930, tên được đổi thành Bang Yai, tên gốc của huyện Bang Kruai.

## Địa lý
Các huyện giáp ranh (từ phía bắc theo chiều kim đồng hồ) là Sai Noi, Bang Bua Thong, Mueang Nonthaburi, Bang Kruai, và Phutthamonthon của tỉnh Nakhon Pathom.

## Hành chính
Huyện này được chia thành 6 phó huyện (tambon), các đơn vị này lại được chia ra thành 66 làng (muban). Có hai thị trấn (thesaban tambon) - Bang Muang nằm trên một phần của tambon Bang Muang, Bang Laen và Sao Thong Hin, và Bang Yai nằm trên một phần của tambon Bang Mae Nang, Bang Yai and Ban Mai. Có 6 Tổ chức hành chính tambon.
| STT | Tên           | Tên tiếng Thái | Số làng |  |  |
| 1.  | Bang Muang    | บางม่วง         | 15      |  |  |
| 2.  | Bang Mae Nang | บางแม่นาง       | 15      |  |  |
| 3.  | Bang Len      | บางเลน         | 11      |  |  |
| 4.  | Sao Thong Hin | เสาธงหิน        | 8       |  |  |
| 5.  | Bang Yai      | บางใหญ่         | 6       |  |  |
| 6.  | Ban Mai       | บ้านใหม่         | 11      |  |  |